# Dzisiaj jest piątek
Dzisiaj jest piątek – polski film fabularny z roku 2007 w reżyserii Pawła Narożnika.

## Fabuła
Maniek, żonaty grafik komputerowy, ma romans z mężatką Heleną. Nie planuje jednak z nią niczego poważniejszego. Z kolei Helena coraz bardziej angażuje się w ten związek. Pewnego dnia wyciąga Mańka na randkę do domu za miastem.

## Obsada
- Marcin Dorociński − Maniek
- Małgorzata Kożuchowska − Helena
- Sylwia Gliwa − Helena
- Grzegorz Artman − Mateusz
- Monika Pikuła − Marta
- Franciszek Ledóchowski − chłopak
- Piotr Narożnik − Piotr
- Tomasz Tywonek − szef
- Kristof Konrad − malarz
- Krzysztof Banaszyk − ksiądz